# Risen 3: Titan Lords
Risen 3: Titan Lords là một game nhập vai hành động được Piranha Bytes phát triển và Deep Silver phát hành. Đây là phần tiếp theo của Risen 2: Dark Waters và phần thứ ba trong dòng game Risen. Phiên bản Enhanced Edition của trò chơi đã được phát hành vào ngày 21 tháng 8 năm 2015 trên toàn thế giới cho PlayStation 4. Nó cũng được cung cấp dưới dạng nâng cấp miễn phí cho người chơi PC sở hữu trò chơi và tất cả DLC của game này trên Steam.

## Cốt truyện
Bị tất cả các vị thần bỏ rơi và chịu đựng từ cuộc chiến tranh Titan, một mối đe dọa mới trỗi dậy từ đất. Người chơi được đặt vào vai trò của một "Anh hùng Vô danh" mới, thay thế nhân vật chính từ hai phần trước. Nhân vật người chơi mới không bao giờ được nhìn thấy và cũng không được đề cập trước trong phần thứ ba, nhưng được tiết lộ là anh trai của NPC Patty Steelbeard, và con trai của thuyền trưởng cướp biển quá cố Gregorius Emanuel Steelbeard, cũng như một trong số ít thuyền trưởng cướp biển còn lại trên thế giới.
Người anh hùng được đánh thức từ một giấc mơ phù hợp, trong đó anh ta chiến đấu với hồn ma của thuyền trưởng cướp biển Crow, người đã bị giết trong Risen 2: Dark Waters. Người anh hùng và Patty lên bờ trên Bờ biển Crab để tìm kiếm một kho báu được đồn đại trong một ngôi đền cổ xưa, nhưng bị phân tâm bởi một Hang Sọ mọc lên từ đống đổ nát và một số sinh vật bóng tối xuất hiện từ đó. Khi họ vào để điều tra, họ tìm thấy một cánh cổng ma thuật làm bằng pha lê, hồi sinh một Chúa tể Bóng tối độc ác làm họ ngạc nhiên và quật ngã họ xuống đất. Chúa tể Bóng tối tiến hành tiêu diệt linh hồn của Anh hùng, dường như giết chết anh ta và để nhóm của Patty chôn cất anh ta.
Một thời gian sau, bác sĩ phù thủy Bones lên bờ trên đảo và thực hiện một nghi thức trên xác chết của Anh hùng, hồi sinh anh ta thoát khỏi cái chết. Bones tiết lộ rằng Anh hùng không hoàn toàn sống, vì linh hồn của anh bị mắc kẹt trong Địa ngục, và tà thuật của anh ta chỉ có thể làm sống lại xác chết của anh ta. Càng rời xa linh hồn, anh ta sẽ càng mất trí và cuối cùng sẽ trở thành một tay sai vô tâm của Bóng tối. Bones nói với Anh hùng rằng chính mình đã từng mất linh hồn (một phần của nhiệm vụ trong Risen 2) và đã phục hồi nó, nhưng do linh hồn của Hero bị giam giữ bởi Bóng tối, việc phục hồi nó sẽ phức tạp hơn đáng kể. Anh ta gợi ý rằng Anh hùng nên tìm kiếm sự hướng dẫn từ các thầy phù thủy mạnh nhất ở Biển Nam, bao gồm phù thủy tà thuật Chani (bạn đồng hành trong Risen 2), pháp sư cấp cao Zacharias ở Taranis, và druid Eldric (một NPC định kỳ từ phần đầu tiên), người hiện đang lãnh đạo một hiệp hội cổ xưa gọi là Thợ Săn Quỷ để chiến đấu với thế lực Bóng tối.
Xuyên suốt câu chuyện trong game, Anh hùng cố gắng chiến đấu chống lại thế lực Bóng tối, giúp phục hồi vùng lục địa bị mất trong cuộc xâm lược bất ngờ và to lớn. Trên khu định cư của hải tặc Antigua, Đô đốc Alvarez cầu xin Anh hùng đến các cộng đồng hùng mạnh nhất ở Biển Nam để yêu cầu họ trợ giúp chiến đấu chống lại thế lực Bóng tối, đặc biệt là hạm đội tàu quỷ được tiết lộ do thuyền trưởng ma Crow dẫn đầu và những sinh vật biển khổng lồ đã bị đẩy xuống biển để tàn phá đại dương.

## Phát triển
Trước thông báo chính thức của Risen 3: Titan Lords, vẫn có các tin đồn cho rằng phần thứ ba trong dòng game Risen sẽ được gọi là Risen 3: Blazing Oceans. Điều này được cho là dựa trên một bài đăng trên Facebook của công ty đa phương tiện Dluxe Media của Đức, cho biết họ đã soạn nhạc dựa theo một hợp đồng liên quan đến việc tạo ra soundtrack cho Risen 3: Blazing Oceans.

## Đón nhận
Risen 3: Titan Lords nhận được nhiều ý kiến trái chiều. Quy mô lớn của thế giới, nhiều kẻ thù và môi trường đa dạng được ca ngợi cũng như nhiều điều chỉnh nhỏ khác nhau trong lối chơi, nhưng trò chơi đã bị chỉ trích vì thiếu cải tiến đáng kể so với người tiền nhiệm.
Hooked Gamers tuyên bố: "Risen 3: Titan Lords tạo ra bầu không khí và như một lời nhắc nhở rằng loại trò chơi nhập vai này là hoàn toàn vô tận. Tất cả những gì bạn cần là lối chơi tuyệt vời, cốt truyện hay và một thế giới mở đa dạng, phong phú, mỗi khi bạn đi theo một hướng mới, một cuộc phiêu lưu mới đang chờ đợi. Risen 3 ngấu nghiến thời gian cũng giống như người chơi đang tìm cách lấy lại linh hồn đã mất cũng như về việc Piranha Bytes tìm thấy chúng."  Trong khi PC Gamer cho biết: Chiến đấu nước đôi và đồ họa xám xịt làm rất ít khi phá hỏng niềm vui của tựa game nhập vai thú vị này.